# Noordzee (lied)
Noordzee is een nummer van Boudewijn de Groot dat begin 1966 op single verscheen. Het is tevens te vinden op zijn debuutalbum Boudewijn de Groot.
Het lied is terug te voeren op het Britse lied The Lowland Sea, dat waarschijnlijk uit de vroege 16e eeuw stamt. Het gaat om een slag tussen Britse en Spaanse schepen, waarbij de Britten door een list een Spaans galjoen tot zinken brengen in de Noordzee (Zee van de lage landen). Het schip waar het lied om gaat zou The Sweet Trinity/The Golden Vanity zijn van Sir Walter Raleigh.

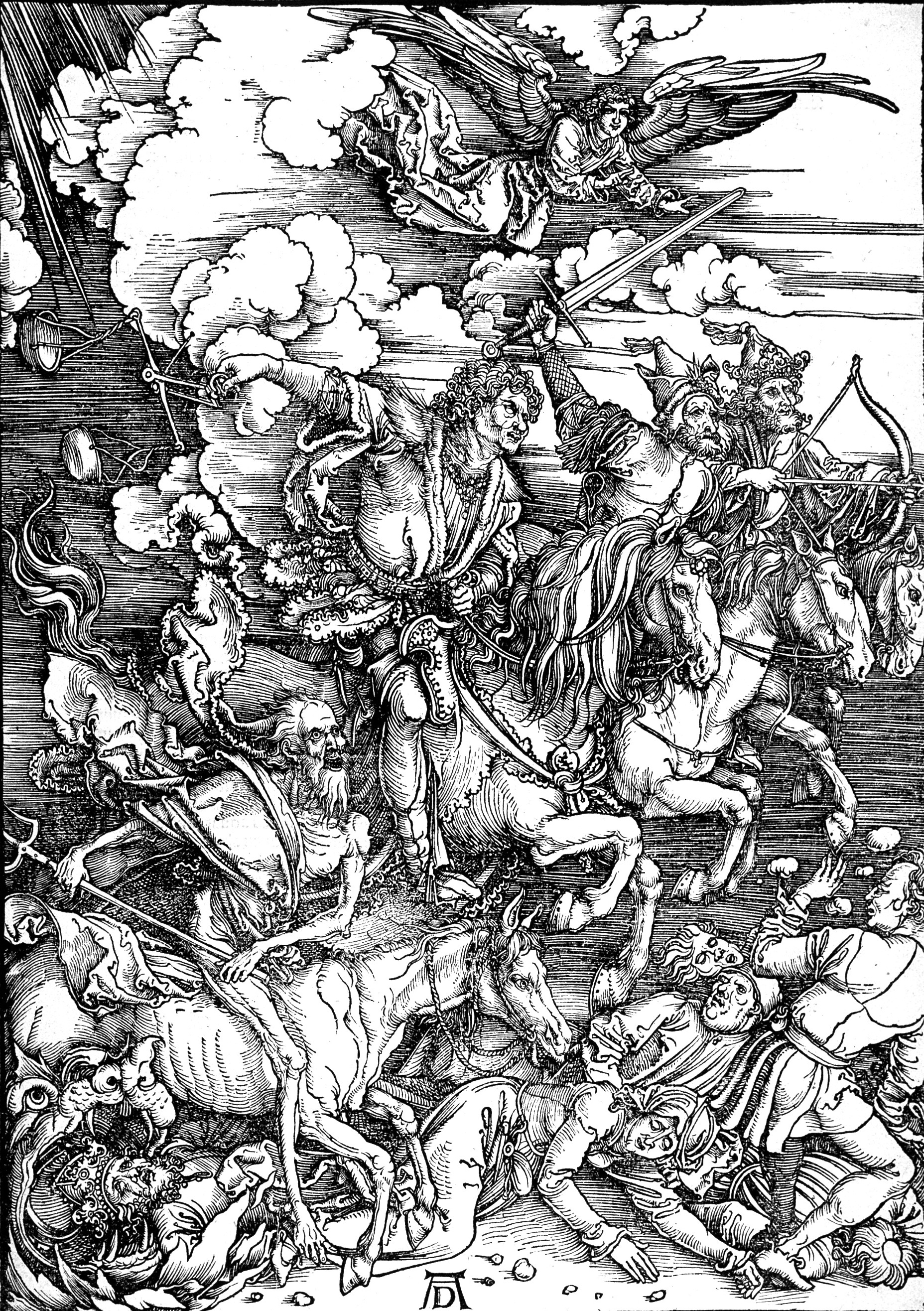
De vier ruiters van de Apokalyps door Albrecht Dürer

De B-kant Apocalyps is eigenlijk geschreven als duet, maar omdat De Groot destijds geen zangeressen kende, zong hij zelf beide partijen. Het nummer gaat over een liefde tussen de zanger en Rosalinde, die wordt verstoord doordat de zanger gemobiliseerd wordt en wellicht niet meer terugkeert. De vier ruiters, die in het lied worden genoemd, zijn afkomstig uit Openbaring 6. De titel van het lied is ook een duidelijke verwijzing naar de Openbaring.
De single Noordzee zou de hitparades niet halen.